# Everybody’s Talking About Jamie (Film)
Everybody’s Talking About Jamie ist ein Musicalfilm von Jonathan Butterell, dessen Kinostart in Deutschland und den USA für Ende Februar 2021 geplant war. Aufgrund der Corona-Pandemie gab es jedoch eine Verschiebung hin zum Streaminganbieter Amazon Prime und dem 17. September 2021 als Starttermin. Der Kinostart in den US-Kinos war am 10. September 2021. Der Film basiert auf einem gleichnamigen Musical von Tom MacRae und Dan Gillespie Sells.

## Handlung
Der große Wunsch des Teenagers Jamie New ist es, eines Tages eine richtige Dragqueen zu werden.

## Produktion
Regie führte Jonathan Butterell nach einem Drehbuch von Tom MacRae, der gemeinsam mit Dan Gillespie Sells das gleichnamige Musical schrieb. Dieses ist wiederum von der Fernsehdokumentation Jamie: Drag Queen at 16 von Jenny Popplewell inspiriert und erzählt von dem Teenager Jamie New, der unbedingt gerne eine Dragqueen sein will. Von seiner Mutter Margaret bekommt er dann zu seinem 16. Geburtstag ein Paar rote High Heels von Meadowhall geschenkt. Jamies beste Freundin Pritti ermutigt ihn, in einem Kleid zum Abschlussball zu gehen. In einem Geschäft für Dragqueen-Kleidung namens „Victor’s Secret“ freundet sich Jamie mit dem Besitzer Hugo an und erfährt alles über dessen Vergangenheit als Dragqueen. Hugo ist es auch, der ihm zu seinem ersten Auftritt als Dragqueen in einem Nachtclub verhilft und auch bei der Auswahl seines Kleides berät. Everybody's Talking About Jamie wurde zuerst im Crucible Theatre in Sheffield uraufgeführt, bevor das Stück ins Londoner Apollo Theatre wechselte. Es war ein Publikums- und Kritikerliebling und wurde mit insgesamt fünf Nominierungen für den Olivier Award bedacht.

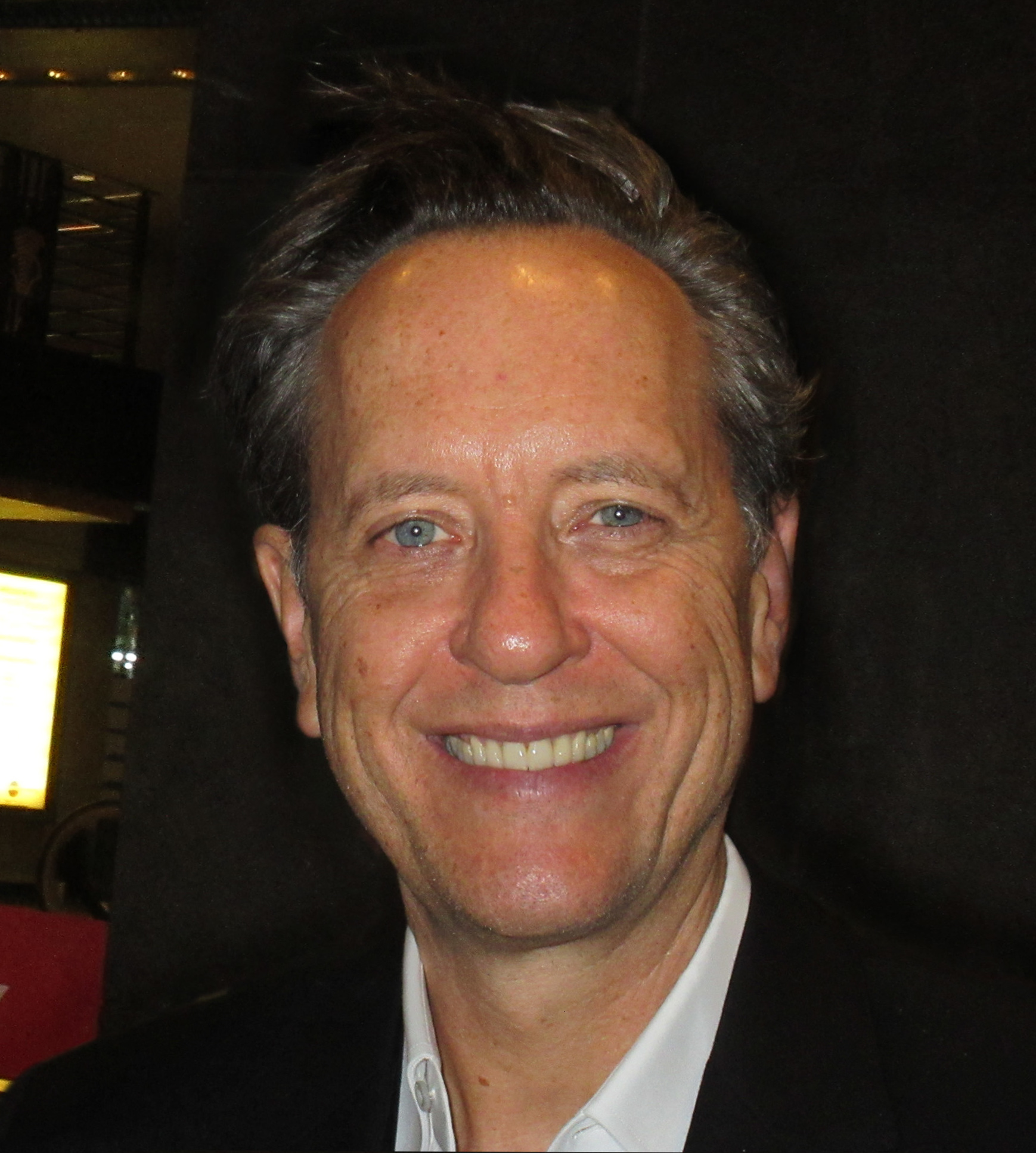
Richard E. Grant spielt Hugo Battersby

Der Nachwuchsschauspieler Max Harwood übernahm die Titelrolle von Jamie New. Richard E. Grant spielt Hugo Battersby alias Loco Chanelle und wird in jüngeren Jahren von John McCrea verkörpert. Sarah Lancashire spielt seine Mutter Margaret New, Sharon Horgan die Berufsberaterin an seiner Schule Miss Hedge.
Die Filmmusik komponierten Dan Gillespie Sells und Anne Dudley. Das Soundtrack-Album mit insgesamt 16 Musikstücken wurde zum US-Kinostart von Universal-Island Records als Download veröffentlicht.
Ein Kinostart im Vereinigten Königreich war am 21. Oktober 2020 geplant, wurde jedoch verschoben. Am 26. Februar 2021 sollte er in die US-amerikanischen Kinos kommen. In Deutschland war zunächst der 25. Februar 2021 als Starttermin angesetzt. Aufgrund des anhaltenden Lockdowns im Zuge der Corona-Pandemie war dieser Termin jedoch nicht möglich. Statt im Kino gezeigt zu werden, wanderte Everybody’s Talking About Jamie direkt zum Streaminganbieter Amazon Prime. Dort ist das Musical ab dem 17. September 2021 exklusiv verfügbar. In China sollte der Film an diesem Tag in die Kinos kommen. Eine erste Vorstellung erfolgte am 12. Juni 2021 beim Frameline Film Festival. Die eigentliche Premiere fand am 13. August 2021 beim Outfest in Los Angeles statt. Ab 20. August 2021 sollte der Film beim Edinburgh International Film Festival gezeigt werden.

## Rezeption

### Altersfreigabe
In den USA wurde der Film von der MPAA als PG-13 eingestuft. In Deutschland wurde der Film von der FSK ab 12 Jahren freigegeben.

### Kritiken
Von den bei Rotten Tomatoes erfassten Kritiken sind 79 Prozent positiv.

### Auszeichnungen
British Academy Film Awards 2022
- Nominierung als Bester britischer Film

British Independent Film Awards 2021
- Nominierung als Bester Nachwuchsschauspieler (Max Harwood)
- Nominierung für die Besten Kostüme (Guy Speranza)
- Nominierung für das Beste Make-Up & Hair Design (Nadia Stacey)
- Nominierung für den Besten Ton[16]

Edinburgh International Film Festival 2021
- Nominierung für den Publikumspreis[17]

London Critics’ Circle Film Awards 2021
- Nominierung als Bester britischer Nachwuchsdarsteller (Max Harwood)[18]